# Újpesti TE (jégkorong)
Újpesti TE jégkorongszakosztály az újpesti sportegyesület egyik legsikeresebb szakosztálya, 13-szoros magyar bajnok, ezzel az örökranglista második helyét foglalja el bajnoki címek tekintetében. Legutóbbi döntős szereplése a 2017/18-as Magyar Kupa döntő volt, ahol a DVTK Jegesmedvékkel szemben 4:0-ra maradt alul, ezzel ezüstérmet szerzett. A csapat jelenleg a magyar bázisú Erste Ligában szerepel, illetve korábban résztvevője volt a 2017-ben alapított és 2019-ben lezárult, változó összetételű Visegrád Kupának.

## A csapat sikerei
- Magyar bajnokság helyezések:
  -  Aranyérem (13×)
    - 1957/58, 1959/60, 1964/65, 1965/66, 1967/68, 1968/69, 1969/70, 1981/82, 1982/83, 1984/85, 1985/86, 1986/87, 1987/88

  -  Ezüstérem (20×)
    - 1961/62, 1962/63, 1970/71, 1971/72, 1972/73, 1973/74, 1974/75, 1975/76, 1976/77, 1977/78, 1978/79, 1979/80, 1980/81, 1983/84, 1988/89, 1991/92, 2005/06, 2008/09, 2018/19, 2019/20

  -  Bronzérem (11×)
    - 1956/57, 1960/61, 1963/64, 1966/67, 1989/90, 1990/91, 1992/93, 1997/98, 2004/05, 2019/2020, 2023–24
- Magyar Kupa helyezések:
  -  Aranyérem (9x)
    - 1964/65, 1965/1966, 1969/1970, 1970/71, 1971/72, 1984/85, 1985/86, 1987/88, 1989/90

  -  Ezüstérem (13x)
    - 1963/64, 1967/68, 1968/69, 1973/74, 1975/76, 1978/79, 1979/80, 1983/84, 1983/84, 1988/89, 1990/91, 2009/10, 2017/18
- Béke Kupa helyezések:
  -  Aranyérem (5x)
    - 1957,[2] 1958,[3] 1959,[4] 1961,[5] 1962[6]

  -  Ezüstérem (3x)
    - 1955,[7] 1960,[8] 1964

## Szezonok
| Alapszakasz | Alapszakasz | Alapszakasz | Alapszakasz | Alapszakasz | Alapszakasz | Alapszakasz | Alapszakasz | Alapszakasz | Rájátszás                                | Rájátszás | Rájátszás |
| Szezon      | LM          | GY          | GY.H.       | V. H.       | V           | G           | P           | Helyezés    | Negyeddöntő                              | Elődöntő  | Döntő     |
| ----------- | ----------- | ----------- | ----------- | ----------- | ----------- | ----------- | ----------- | ----------- | ---------------------------------------- | --------- | --------- |
| 2022–23     | 36          | 9           | 2           | 5           | 20          | 110:136     | 36          | 8.          | -                                        | -         | -         |
| 2023–24     | 44          | 19          | 4           | 4           | 17          | 138:133     | 69          | 6.          | Vereség a Gyergyói Hoki Klub ellen (0-4) | -         | -         |
| 2024–25     | 36          | 12          | 2           | 5           | 17          | 100:116     | 45          | 7.          | Vereség a BJAHC ellen (0-4)              | -         | -         |

## A csapat ismertebb korábbi játékosai
- Alekszandr Malcev (1989/90)
- Ancsin János (1979/80–1994/95)
- Ambrus Attila, vagyis a Viszkis rabló (1991/92, 1998/99)
- Bálint Attila (1964/65–1977/78)
- Boróczi Gábor (1957/58–1968/69)
- Buzás György (1971/72–1983/84)
- Flóra Péter (1972/73–?)
- Hircsák István (1955/56–1957/58)
- Kangyal Balázs (1991/95)
- Kovács Csaba (1972/73–?)
- Ladányi Balázs (2005/06-2006/07)
- Menyhárt Gáspár (1969/70–1985/86)
- Pék György (1971/72–1998/99)
- Ladislav Sikorcin (2008-2010, 2016-2021)
- Valerij Vasziljev (1989/90)
- Vedres Mátyás (1959/60–1974/75)
- Zsitva Viktor (1962/63–1971/72)

## Jégcsarnok
1963. augusztus elején indult meg az építkezés az újpesti labdarúgóstadion közvetlen szomszédságában. Az akkor még fedetlen jégpálya építését először 1959-60 táján elvetette a IV. kerületi tanács a magas költségek miatt, de évekkel később a megtakarításoknak és önkéntes munkásoknak köszönhetően megkezdődhetett az építkezés. A pontos költségek 1 600 000 forintról szóltak, végül ennyiből épült meg a Megyeri úti pálya, aminek szegélyét a Millenárison elbontott jégpálya fapalánkja adta, ahogyan a 4000 néző kapacitású lelátót is.

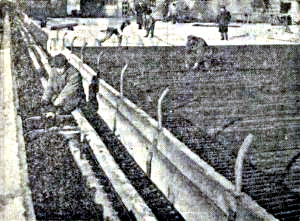
A jégpálya építés közben (1964), a képen az alácsövezés munkafázisa látható

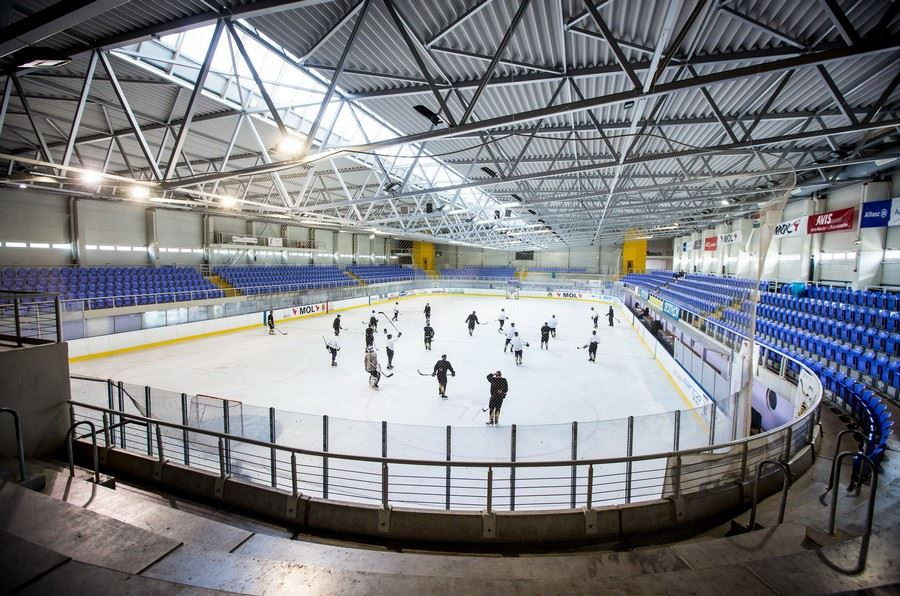
A Megyeri úti jégcsarnok (fotó: Jégkorongblog)

1964. január 15-én történt meg egy Újpesti Dózsa - Ferencváros bajnoki rangadó mérkőzéssel avatták fel az ország negyedik műjégpályáját (a mérkőzést az Újpesti Dózsa nyerte 8:0 arányban, 3000 néző előtt).
A 90-es évekre nyílvánvalóvává vált, hogy professzionális jégkorongot csak fedett csarnokokban lehet játszani. 1997-ben tervben volt egy miskolci tetöszerkezet megvásárlása, ám ez végül anyagi okok miatt nem valósult meg. 2001-ben indult gyűjtés, szponzorkeresés egy új jégcsarnok finanszírozására, majd 2003 márciusában a régi pálya lebontásával elkezdődött az új helyszín felépítése. Kilenc hónappal később, 2003. december 22-én nyílt meg a jelenleg is használt Megyeri úti jégcsarnok, az első mérkőzés ez után, következő év január 3-án került megrendezésre, melyen az Újpesti TE 8:3 arányban győzött a Miskolci Jegesmedvék JSE ellen. 
A megnyitás évében január 12-én az állami létesítménykezelő, a Sportfólió Kht. homályos indokokra hivatkozva bezáratta a jégcsarnokot, a klub érvényes szerződésének ellenére. Többszáz fős tüntetések, majd egy 1752 fő által aláírt petíciót követően január 30-án újra megnyitották a jégcsarnokot, de csak a sportolók előtt, az idénybeli mérkőzéseket nézők nélkül kellett lejátszani Újpesten.
2004 nyarán végül sikerült megállapodni a Sportfólió Kht.-val, így újra kinyílhattak a jégcsarnok kapui a szurkolók számára. Az első teltház a 2005 márciusi Ferencváros elleni rangadó volt, ahol az UTE csapata 6:1-re győzött. 
A jégcsarnokban azóta számos kisebb felújítás, fejlesztés történt. A csarnok befogadóképessége 2200 fő, ebből 300 fő vendészurkolók számára fenntartva.

## A felnőtt férfi csapat edzői napjainkig
- Szamosi Ferenc 1955/56–1960/61 (1956-1958-ig mint játékosedző)
- Bán József 1961/62–1963/64
- Kondorosi Tihamér 1964 április-december
- Szamosi Ferenc 1964/65–1967/68
- Boróczi Gábor 1968/69–1980/81
- Vitalij Davidov 1981/82–1983/84
- Szeles Dezső 1984/85–1988/89
- Rákóczi Rudolf 1989/90–1990/91
- Eperjesi Miklós 1991/92-1992/93
- Pék György 1993/94
- Orbán György 1994/95
- Pék György 1995/96-1996/97
- Kercsó Csaba, majd Basa János 1997/98
- Alexandr Vlaszov, majd Szergej Oreskin 1998/99
- nem indult a felnőtt csapat 1999/2000
- Ancsin János 2002/03–2003/04
- Eduard Giblak 2004/05–2006/07
- Ancsin János 2006/07
- Jindrich Novotny 2007/08
- Ivan Dornic 2007/08
- Pék György 2008/09–2009/10
- Eduard Giblak 2009/10
- Ancsin János 2010/11–2011/12
- Fekti Bálint 2012/13–2014/15
- Szilassy Zoltán 2014/15–2019/20[13]
- Virág Csaba 2019/20 október 1.–2023. február 17.
- Markus Juurikkala 2023. április 5.–2024. április 19.[14][15]